# 크리스토퍼 피츠제럴드

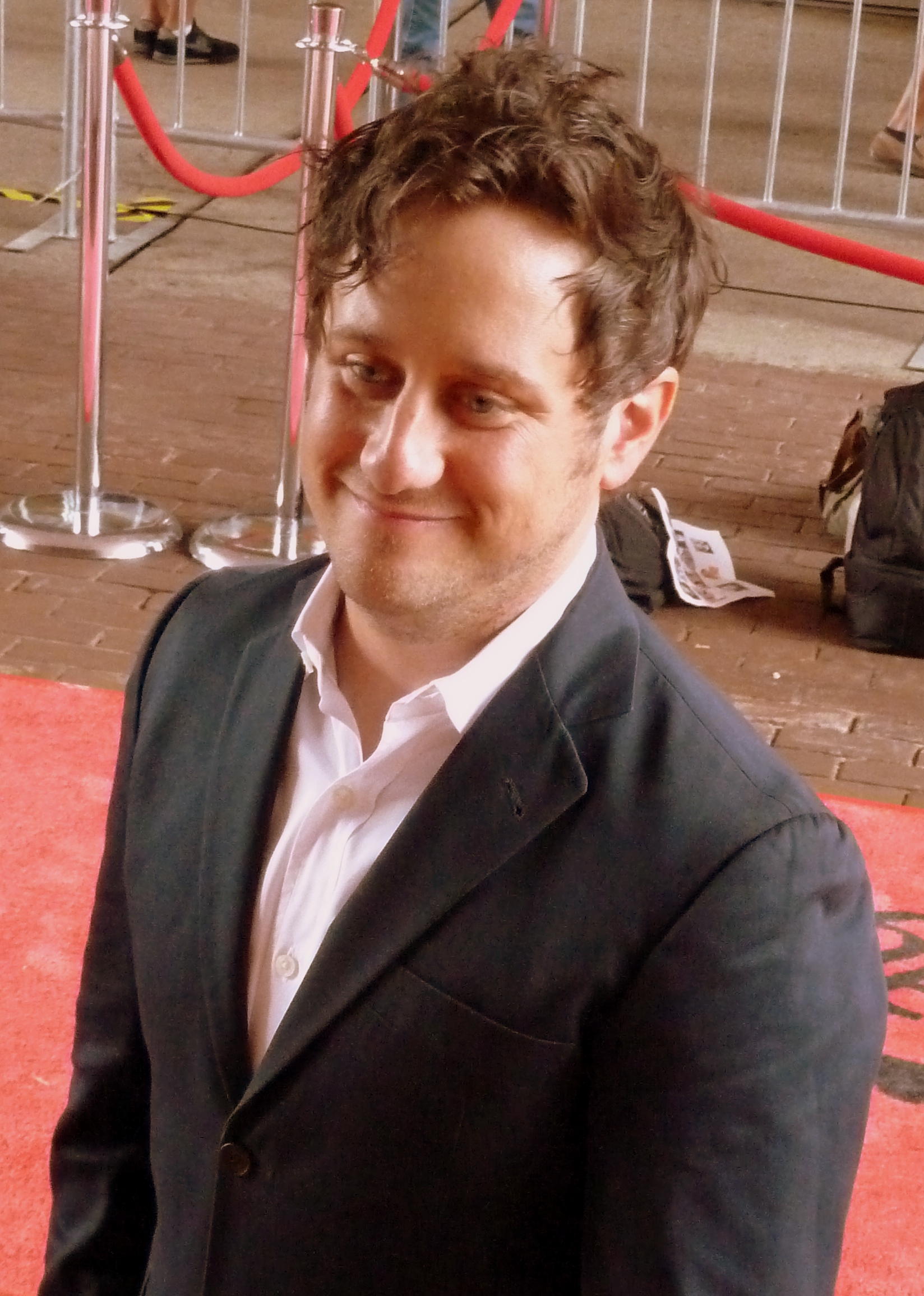

크리스토퍼 피츠제럴드(Christopher Fitzgerald, 1972년 11월 26일 ~ )는 미국의 가수, 배우, 연극 배우, 텔레비전 배우이다.

## 영화
- 레볼루셔너리 로드 (2008년) - 파티 손님 역
- 트윈스 (2005년)
- 퍼스널 벨로시티 (2002년)
- 보일러 룸 (2000년)